# História da periodontia
História da Periodontia.

## Civilizações primitivas
A higiene oral era praticada pelos sumérios em 3000 a.C., e foram encontrados palitos de dentes de ouro cuidadosamente decoradas nas escovações de Ur na Mesopotâmia, o que sugere um interesse na limpeza bucal.

## Mundo clássico
Entre os antigos gregos, Hipócrates de Cos (460-377 a.C.), o pai da medicina moderna, discutiu a função e erupção dos dentes e a etiologia da doença periodontal. Ele acreditava que a inflamação da gengiva poderia ser causada pelo acúmulo da "pituita" ou tártaro, como hemorragia gengival ocorrendo em casos de doenças esplênicas persistentes.
Entre os romanos, Aulus Cornélius Celsus (25 a.C. a 50 d.C) referiu-se a doenças que afetavam partes suaves da boca e o seu tratamento, incluindo a higiene oral. Paulo de Égina (625-690 d.C.) distinguia "epulis", excrescência carnuda de gengiva na área do dente, de "parulis", que ele descreveu como um abscesso da gengiva. Ele escreveu que as incrustações do tártaro deveriam ser removidas com um raspador ou uma pequena lima e que os dentes deveriam ser cuidadosamente limpos após a última refeição do dia.

## Idade média
O declínio e a queda do Império Romano, o qual mergulhou a Europa na era das trevas, foram acompanhadas pela ascensão do islamismo e da era dourada da ciência e a da medicina árabe. Grande parte da "estomatologia" e odontologia medieval e renascentista foi tirada diretamente dos escritos árabes, particularmente dos tratados de Ibn Sina (Avicenna) e Abu'l-Qasim (Abulcasis). Os tratados árabes tiraram suas informações dos tratados médicos gregos, porém adicionaram muitos refinamentos e novas abordagens, particularmente nas especialidades cirúrgicas.
As contribuições de Albucasis (936-1013) à odontologia e a periodontologia foram realizações notáveis. Ele tinha uma clara compreensão do papel principal etiológico dos depósitos de tártaro e descreveu as técnicas de curetagem dos dentes usando um grupo de instrumentos que desenvolveu. Ele também escreveu sobre a extração dos dentes, sobre a sustentação com fios de ouro de dentes com mobilidade, e sobre a limagem das anomalias oclusais grosseiras.
Nascido na Pérsia, Avicenna (980-1037) foi possivelmente o maior dos médico árabes. Seu Canon, um amplo tratado sobre medicina, esteve em uso contínuo por quase 600 anos. Avicenna usou uma extensiva "matéria médica" para doenças orais e periodontais e raramente recorria à cirurgia.

## Renascença
Foram feitas significativas contribuições durante a Renascença para a anatomia e cirurgia, com o renascimento da cultura clássica e o desenvolvimento do pensamento específico e conhecimento médico, além do florescimento da arte, música e literatura.
Paracelsus (1493-1541) desenvolveu uma teoria interessante incomum sobre a doença: a doutrina do tártaro. Ele entendeu que a calcificação patológica ocorreu em uma variedade de órgãos e considerou isso o resultado de distúrbios metabólicos por meio dos quais o corpo retira seu sustento e descarta o refugo como "tártaro", um material que não pode ser destruído e é a ultima substância ou "materia ultima". Paracelso reconheceu a extensiva formação de tártaro sobre o dente e associou isso à dor de dente. A dor de dente era então comparável à dor produzida por cálculo em outros órgãos como nos rins.

## Século XVIII
A odontologia moderna desenvolveu essencialmente no século XVIII, na Europa, particularmente da França e na Inglaterra. Pierre Fauchard, nascido na Bretanha em 1679, é considerado o pai da profissão dentária como nós sabemos. Autodidata em odontologia, ele foi capaz de desenvolver uma abordagem sistemática da prática dentária baseado em conhecimentos contemporâneos, e melhorou significativamente os instrumentos e a habilidade técnica requeridos no tratamento dentário.